# Melanella falcata
Melanella falcata is een slakkensoort uit de familie van de Eulimidae. De wetenschappelijke naam van de soort is voor het eerst geldig gepubliceerd in 1865 door Carpenter.